# Бойшови
Бойшови (пол. Bojszowy, нім. Boischow) — село в Польщі, у гміні Бойшови Берунсько-Лендзінського повіту Сілезького воєводства.
Населення — 6584 особи (2011).
У 1975-1998 роках село належало до Катовицького воєводства.

## Демографія
Демографічна структура станом на 31 березня 2011 року:
|          | Загалом | Допрацездатний вік | Працездатний вік | Постпрацездатний вік |
| -------- | ------- | ------------------ | ---------------- | -------------------- |
| Чоловіки | 3238    | 670                | 2252             | 316                  |
| Жінки    | 3346    | 690                | 2052             | 604                  |
| Разом    | 6584    | 1360               | 4304             | 920                  |